# Alfonso López Pumarejo
 (décembre 2009).
Si vous disposez d'ouvrages ou d'articles de référence ou si vous connaissez des sites web de qualité traitant du thème abordé ici, merci de compléter l'article en donnant les références utiles à sa vérifiabilité et en les liant à la section « Notes et références ».
Pour les articles homonymes, voir López et Alfonso López.
Alfonso López Pumarejo (né le 31 janvier 1886, à Honda, département de Tolima, Colombie - mort le 20 novembre 1959 à Belgravia, Londres) est un homme d'État colombien, qui fut président de la République de 1934 à 1938, puis de 1942 à 1946.

## Biographie
Alfonso López Pumarejo passa ses premières années à Honda, où son père, originaire de Bogota, était venu s'établir pour des raisons professionnelles.
Lorsque ses parents revinrent à Bogotá, il poursuivit ses études au Collège San Luis Gonzaga et au Lycée de commerce. Par la suite, son père l'envoya en Angleterre, où il étudia les finances au Brighton College. Enfin, il se perfectionna en économie à la Packard School de New York.
Le 6 novembre 1933, López Pumarejo accepte d'être candidat à la présidence de la République pour succéder à Enrique Olaya Herrera. Avec l'absence d'adversaire dans le camp conservateur, il est élu avec presque un million de voix.
Il commence son gouvernement le 7 août 1934, en essayant de mettre en pratique les idées qui étaient à la base de son programme électoral, de faire de la « république libérale » une réalité, de réaliser la « révolution en marche », qu'il a lui-même définie comme « le devoir de l'homme d'État d'obtenir par des moyens pacifiques et constitutionnels tout ce qu'obtiendrait une révolution par des moyens violents ».
La « révolution en marche » a entraîné la modernisation du pays et son immersion dans l'économie capitaliste. Les réformes constitutionnelles, législatives et normatives de la République libérale obéirent à une planification organique qui a recherché l'ajustement du régime démocratique avec les réalités sociales et économiques du temps.
Le travail accompli par López Pumarejo dans sa première administration fut si remarquable que peu nombreux furent ceux de ses partisans qui ne pensèrent pas à son lui pour l’élection présidentielle de 1942. López obtint sa réélection, en battant le candidat d'une coalition libérale-conservatrice représentée par Carlos Arango Vélez.
Devant les difficultés rencontrées pour gouverner en raison d'une forte opposition de la droite, López Pumarejo décide de mettre en œuvre une autre réforme constitutionnelle, adoptée en 1945. Cette réforme octroie la citoyenneté aux femmes, mais sans droit de vote. Elle consacre l'interdiction de voter pour les militaires. Elle restreint le nombre des débats pour l'approbation des lois.
Au cours de cette seconde administration, López a dû affronter une situation économique rendue difficile par la Seconde Guerre mondiale, qui affectait la vente des produits colombiens à l'extérieur.
Dans le même temps, López dut affronter des difficultés dans sa vie familiale en raison de la maladie de son épouse, María Michelsen. Ces trois éléments - l'opposition conservatrice, la désunion du libéralisme et la santé précaire de son épouse - ont miné sa volonté et l'ont conduit à présenter sa démission en mars 1944, pour raisons familiales. Mais, une grève civique organisée par la classe ouvrière pour exprimer son soutien au président l'obligea à renoncer à sa démission, et à poursuivre son mandat.

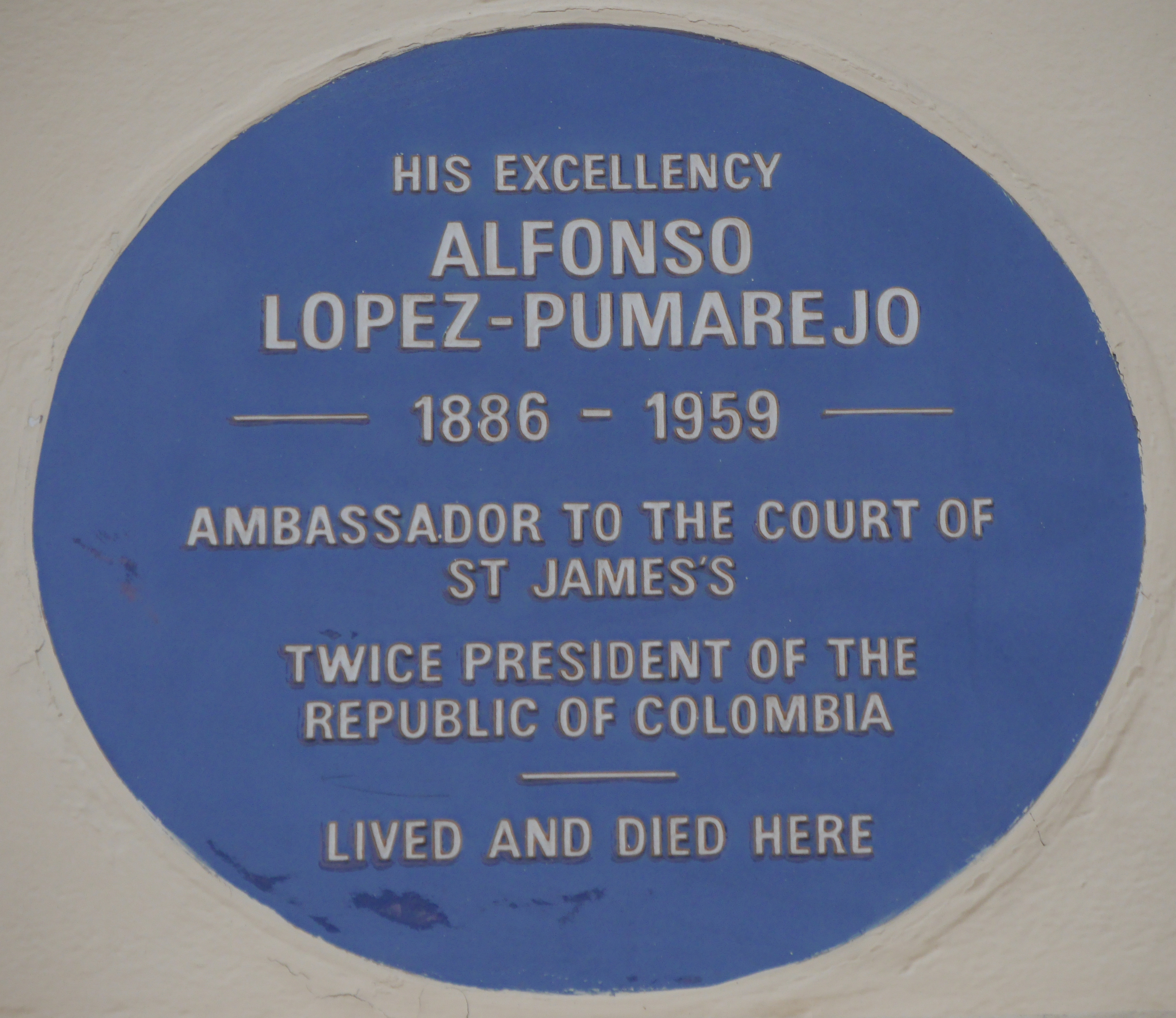
Plaque commémorative à López Pumarejo à Londres, dans la rue Wilton Crescent

Un des faits les plus importants de ce gouvernement intervint après ce qu'on a appelé le « coup d'État de Pasto », lorsque López et son ministre du Travail, Adán Arriaga Andrade, tirant profit de la situation, promulguèrent le décret législatif no 2350 de 1944, qui établissait la reconnaissance du contrat de travail comme entité juridique autonome, qui investissait le gouvernement de la faculté d'établir des modèles de contrats et de fixer le salaire minimum, qui fixait la durée de la journée de travail à neuf heures et rendait obligatoire le paiement des heures supplémentaires, qui fixait la durée du contrat de travail à six mois, instaurant le préavis correspondant, qui limitait à six mois également le contrat d'apprentissage et fixait à quatorze ans l'âge minimum pour commencer à travailler.
En ce qui concerne les relations internationales, Alfonso López Pumarejo établit des relations diplomatiques avec l'Union soviétique, adhéra au Traité de Chapultepec sur la solidarité interaméricaine et fit entrer la Colombie dans l'Organisation des Nations unies (ONU).
Alfonso López Pumarejo est mort à Londres le 20 novembre 1959, à l'âge de 73 ans. La maison où il mourut, no 33 Wilton Crescent, dans le quartier de Belgravia, a une plaque commémorative à lui.